# Georg Bernhard Stutzig
Georg Bernhard Stutzig kurz Bernard Stutzig (getauft 11. Mai 1642 in Neudek; begraben 18. August 1711 ebenda) war ein böhmischer Amtmann, Bäcker und Pachtmüller sowie Rebellenführer im nordböhmischen Bauernaufstand von 1680.

## Leben
Georg Bernhard Stutzig wurde in Neudek im Erzgebirge in eine altansässige Familie geboren. Er war der Sohn des Bürger- und Schichtmeisters Georg Stutzig (1597–1648) und dessen Ehefrau Eva, der Witwe des czerninischen Hauptmanns der Herrschaft Neudek Georg Putz († 1635). Nach dem Tode seines Vaters ging seine Mutter eine weitere Ehe mit dem Bürgermeister und kaiserlichen Zetteleinnehmer Johann Friedrich († 1689) aus Karlsbad ein. Sein Halbbruder war der kaiserliche Grenzzolleinnehmer und Bergzehntner von Platten Johann Putz. Bereits sein Großvater Christoph Stutzig (1572–1645) und sein Urgroßvater Georg Stutzig († 1611) bekleideten in Neudek das Amt des Bürgermeisters oder Stadtrichters. 
Stutzig erlernte den Beruf des Bäckers und Müllers und erlangte des Bürgerrecht. Er war Mitglied des Rats und herrschaftlicher Amtmann. Als beim nordböhmischen Bauernaufstand von 1680 die Unruhen auf Neudek übergriffen, schloss sich Stutzig der Rebellion an. Er stand dabei an der Spitze der Aufständischen. Als weitere werden sein Schwager Peter Elster, der Schneider Hans Christoph Dürrschmidt sowie der Schneider Georg Haussner genannt. Laut Überlieferung hielt Stutzig auf der Ratsversammlung eine lange Ansprache, bei dem er versuchte die Ratsmitglieder von seinem Standpunkt zu überzeugen und dem damaligen Amtsverwalter der Herrschaft Peter Anton Müller Forderungen stellte, die dieser versuchte zu erfüllen.
Mit dem Einzug des Militärs flüchteten Stutzig und die anderen Anführer bewaffnet in das Gebirge bis über die Grenze nach Sachsen, von wo aus sie trotz Ermahnung des Grafen Humprecht Johann Czernin jegliche Unterwerfung verweigerten. Noch im September 1680 hielt er sich in Sachsen auf, wo er angeblich deren Religion annahm. Nach der Gefangennahme erhielt Stutzig möglicherweise die Todesstrafe, wurde aber begnadigt. Laut kaiserlichem Dekret vom 7. April 1680 hatte Neudek bis auf Weiteres alle städtischen Privilegien verloren und trotz demütigen Schreiben der Bürgerschaft wurde den Einwohnern der Bürgerstand entzogen. So heißt es in den Stadtbüchern, dass der Amtmann Georg Bernhard Stutzig die städtischen privilegien gewalttätiger weise vom Amtstische nahm. 1685 hielt er sich mit seiner Familie im benachbarten Platten auf, wo er die städtische Mühle pachtete, kehrte jedoch später nach Neudek zurück, wo er 1711 starb. Sein Sohn Hans Georg war ebenfalls zeitweise Pachtmüller in Platten.

## Familie
Georg Bernhard Stutzig heiratete 1661 in erster Ehe Maria geb. Mennel, die Tochter des Müllers Georg Mennel und in zweiter Ehe 1705 Magdalena geb. Stöckner, die Tochter des Drahtziehers Martin Stöckner. Aus der ersten Ehe gingen folgende Kinder hervor:
- Hannß Georg (* 1662 in Neudek); ⚭ 1685 in Platten Eliesabetha Gluckhen
- Maria Sußanna (* 1664 in Neudek) ⚭ 1686 in Platten Johann Andreas Leopold Eckhart
- Sigismundus (* 1666 in Neudek)
- Johannes Petrus (* 1667 in Neudek)
- Anna Regina (* 1668 in Neudek); ⚭ 1693 in Neudek Hannß Geörg Müller
- Joh: Petrus (* 1671 in Neudek)
- Eva Rosina (* 1672 in Neudek); ⚭ 1696 in Neudek Andreas Pöschl
- Anna Maria (* 1675 in Neudek); ⚭ 1701 in Neudek Geörg Wielhelm Pitschintzky